# Alt Empordà
L'Alt Empordà (nome ufficiale in catalano, Alto Ampurdán in spagnolo, con riferimento all'omonima regione storica) è una delle 41 comarche della Catalogna, in Spagna, con una popolazione di 118.950 abitanti; suo capoluogo è Figueres.
Amministrativamente fa parte della provincia di Girona, che comprende 8 comarche.

## Lista dei comuni dell'Alt Empordà
| città                       | superficie | popolazione | densità          |
| --------------------------- | ---------- | ----------- | ---------------- |
| Agullana                    | 27,72 km²  | 759 ab.     | 27,38 ab./km²    |
| Albanyà                     | 94,43 km²  | 131 ab.     | 1,39 ab./km²     |
| Avinyonet de Puigventós     | 12,31 km²  | 1.101 ab.   | 89,44 ab./km²    |
| Bàscara                     | 17,52 km²  | 877 ab.     | 50,06 ab./km²    |
| Biure                       | 10,05 km²  | 237 ab.     | 23,58 ab./km²    |
| Boadella i les Escaules     | 10,76 km²  | 240 ab.     | 22,30 ab./km²    |
| Borrassà                    | 9,45 km²   | 586 ab.     | 62,01 ab./km²    |
| Cabanelles                  | 55,62 km²  | 249 ab.     | 4,48 ab./km²     |
| Cabanes                     | 15,06 km²  | 911 ab.     | 60,49 ab./km²    |
| Cadaqués                    | 25,73 km²  | 2.640 ab.   | 99,2 ab./km²     |
| Cantallops                  | 19,61 km²  | 271 ab.     | 13,82 ab./km²    |
| Capmany                     | 26,40 km²  | 500 ab.     | 18,94 ab./km²    |
| Castelló d'Empúries         | 42,29 km²  | 9.167 ab.   | 216,77 ab./km²   |
| Cistella                    | 25,55 km²  | 239 ab.     | 9,35 ab./km²     |
| Colera                      | 24,35 km²  | 606 ab.     | 24,89 ab./km²    |
| Darnius                     | 34,93 km²  | 543 ab.     | 15,55 ab./km²    |
| Espolla                     | 43.54 km²  | 380 ab.     | 8,73 ab./km²     |
| El Far d'Empordà            | 8,98 km²   | 448 ab.     | 49,89 ab./km²    |
| El Port de la Selva         | 41,62 km²  | 921 ab.     | 22,13 ab./km²    |
| Figueres                    | 19,31 km²  | 38.884 ab.  | 2.013,67 ab./km² |
| Fortià                      | 10,76 km²  | 572 ab.     | 53,16 ab./km²    |
| Garriguella                 | 21,02 km²  | 735 ab.     | 34,97 ab./km²    |
| Garrigàs                    | 19,89 km²  | 332 ab.     | 16,69 ab./km²    |
| La Jonquera                 | 56,93 km²  | 3.016 ab.   | 52,98 ab./km²    |
| L'Armentera                 | 5,60 km²   | 765 ab.     | 136,61 ab./km²   |
| La Selva de Mar             | 7,19 km²   | 216 ab.     | 30,04 ab./km²    |
| La Vajol                    | 4,72 km²   | 96 ab.      | 20,34 ab./km²    |
| L'Escala                    | 16,31 km²  | 8.311 ab.   | 509,56 ab./km²   |
| Lladó                       | 13,50 km²  | 562 ab.     | 41,63 ab./km²    |
| Llançà                      | 27,98 km²  | 4.371 ab.   | 156,22 ab./km²   |
| Llers                       | 21,28 km²  | 1.145 ab.   | 53,81 ab./km²    |
| Masarac                     | 12,53 km²  | 263 ab.     | 20,99 ab./km²    |
| Maçanet de Cabrenys         | 67,88 km²  | 734 ab.     | 10,81 ab./km²    |
| Mollet de Peralada          | 6,03 km²   | 175 ab.     | 29,02 ab./km²    |
| Navata                      | 18,51 km²  | 882 ab.     | 47,65 ab./km²    |
| Ordis                       | 8,52 km²   | 347 ab.     | 40,73 ab./km²    |
| Palau de Santa Eulàlia      | 8,47 km²   | 88 ab.      | 10,39 ab./km²    |
| Palau-saverdera             | 16,47 km²  | 1.178 ab.   | 71,52 ab./km²    |
| Pau                         | 10,69 km²  | 454 ab.     | 42,47 ab./km²    |
| Pedret i Marzà              | 8,62 km²   | 144 ab.     | 16,71 ab./km²    |
| Peralada                    | 43,61 km²  | 1.558 ab.   | 35,73 ab./km²    |
| Pont de Molins              | 8,43 km²   | 450 ab.     | 52,14 ab./km²    |
| Pontós                      | 13,62 km²  | 229 ab.     | 16,81 ab./km²    |
| Portbou                     | 9,21 km²   | 1.374 ab.   | 149,19 ab./km²   |
| Rabós                       | 45,11 km²  | 177 ab.     | 3,92 ab./km²     |
| Riumors                     | 6,54 km²   | 154 ab.     | 23,55 ab./km²    |
| Roses                       | 45,91 km²  | 15.535 ab.  | 338,38 ab./km²   |
| Sant Climent Sescebes       | 24,37 km²  | 474 ab.     | 19,45 ab./km²    |
| Sant Llorenç de la Muga     | 31,81 km²  | 202 ab.     | 6,35 ab./km²     |
| Sant Miquel de Fluvià       | 3,50 km²   | 671 ab.     | 191,71 ab./km²   |
| Sant Mori                   | 7,47 km²   | 167 ab.     | 22,36 ab./km²    |
| Sant Pere Pescador          | 18,47 km²  | 1.775 ab.   | 96,10 ab./km²    |
| Santa Llogaia d'Àlguema     | 1,93 km²   | 311 ab.     | 161,14 ab./km²   |
| Saus, Camallera i Llampaies | 11,37 km²  | 733 ab.     | 64,47 ab./km²    |
| Siurana                     | 10,55 km²  | 175 ab.     | 16,59 ab./km²    |
| Terrades                    | 20,96 km²  | 146 ab.     | 7 ab./km²        |
| Torroella de Fluvià         | 16,90 km²  | 437 ab.     | 25,86 ab./km²    |
| Ventalló                    | 24,99 km²  | 710 ab.     | 28,41 ab./km²    |
| Vila-sacra                  | 6,02 km²   | 509 ab.     | 84,5 ab./km²     |
| Vilabertran                 | 2,29 km²   | 831 ab.     | 362,88 ab./km²   |
| Viladamat                   | 11,73 km²  | 422 ab.     | 35,98 ab./km²    |
| Vilafant                    | 8,35 km²   | 4.852 ab.   | 581,08 ab./km²   |
| Vilajuïga                   | 13,15 km²  | 1.059 ab.   | 80,53 ab./km²    |
| Vilamacolum                 | 5,59 km²   | 292 ab.     | 52,24 ab./km²    |
| Vilamalla                   | 8,77 km²   | 947 ab.     | 107,98 ab./km²   |
| Vilamaniscle                | 5,46 km²   | 168 ab.     | 30,77 ab./km²    |
| Vilanant                    | 16,88 km²  | 336 ab.     | 19,91 ab./km²    |
| Vilaür                      | 5,49 km²   | 140 ab.     | 25,50 ab./km²    |